# Andrzej Prądzyński
Andrzej Prądzyński herbu Grzymała (ur. 8 września 1872 w Ruchocinie, zm. 13 października 1938 we Wrześni) – księgarz, wydawca, działacz społeczny. 

## Życiorys
Urodził się jako syn Józefa Prądzyńskiego herbu Grzymała i Marii z Drzeńskich. Uczył się w domu oraz przez 3 lata w gimnazjum w Trzemesznie. W 1886 rozpoczął naukę zawodu L.G. Langego w Gnieźnie. Po odbyciu służby wojskowej w Berlinie praktykował tamże jako księgarz. W 1895 przeniósł się do Lwowa i przez 5 lat pracował w księgarni Seyfartha i Czajkowskiego. W 1900 prowadził w Inowrocławiu księgarnię: „Dziennika Kujawskiego”. W 1901 osiedlił się we Wrześni, gdzie 28 września 1901 otworzył pod własną firmą pierwszą polską księgarnię, a wkrótce potem wypożyczalnię książek. W 1905 założył wraz z Marianem Kapałczyńskim, przebywającym wtedy w Zurychu, drukarnię „Labor”, przeniesioną w 1913 do Inowrocławia. Był aktywnym działaczem patriotycznym na swoim terenie. 
Z racji sprowadzania i sprzedaży objętych indeksem dzieł polskich popadł w liczne kolizje z policją pruską. Zmobilizowany w 1914, walczył na froncie. W 1918 powrócił do Wrześni. Po wybuchu powstania wielkopolskiego z polecenia Powiatowej Rady Ludowej objął nadzór nad miejscową niemiecką gazetą „Wreschener Stadt- und Kreisblatt”. Wybrany przewodniczącym Wydziału Wrzesińskiego Rady Robotniczej i Żołnierskiej, brał udział w przejmowaniu urzędów z rąk niemieckich i organizowaniu polskiej administracji. Reaktywował również działalność miejscowego Towarzystwa Gimnastycznego „Sokół”. 
Wiosną 1920 wykupił z rąk niemieckiej rodziny Schenke drukarnię i księgarnię (istniejące od 1863) i rozpoczął wydawanie redagowanego przez siebie "Orędownika Wrzesińskiego". W latach II Rzeczypospolitej prowadził wszechstronną działalność społeczną, ukierunkowaną w znacznej mierze regionalnie. Przekształcił "Orędownika Wrzesińskiego" w pismo regionalne, które miało proendecki charakter. Przyczynił się do powołania „Wici Wielkopolskie” (1931–1937), miesięcznika poświęconego historii i kulturze Wielkopolski. W 1935 został zwolennikiem sanacji. 
Żonaty z Józefą z Jaraczewskich, z którą miał czwórkę dzieci: Marię, Janusza, Celinę i Zygmunta.
Zmarł 13 października 1938. Został pochowany na Cmentarzu Farnym we Wrześni.

## Ordery i odznaczenia
- Srebrny Krzyż Zasługi (11 listopada 1936)[2]
- Srebrna Odznaka Honorowa Związku Księgarzy Polskich (1933)

## Upamiętnienie
Andrzej Prądzyński był patronem Gimnazjum nr 2 we Wrześni.